# Hobel (Heraldik)
Der Hobel als ein markantes Tischlerwerkzeug ist in der Heraldik eine gemeine Figur.
Die Darstellung als Wappenfigur folgt im Wesentlichen dem natürlichen Vorbild. Alle heraldische Farben sind möglich, aber die Metalle Gold und Silber werden bevorzugt. Die Verbreitung im Wappen ist gering und deutet oft auf das Handwerk der Tischler beziehungsweise der Schreiner hin. Im Schweizerischen wird der Beruf auch als Tischmacher bezeichnet. In der Kunst ist der Hobel, oft mit Richtlatte kombiniert, auch für viel Symbolik bekannt.
Der Hobel kann auch mit anderen Werkzeugen kombiniert werden, was in der Paraheraldik und Zunftzeichen oft auch erfolgt. Es sollte auch die Lage des Hobels im Schild oder Feld gemeldet werden, wenn die Nase oder das Hörnchen nicht rechts ist.

Geflügelter Hobel im Wappen von Jurva
Uetz, Ortsteil der Stadt Tangerhütte